# Kukunjevac
Kukunjevac falu Horvátországban Pozsega-Szlavónia megyében. Közigazgatásilag Lipikhez tartozik.

## Fekvése
Pozsegától légvonalban 47, közúton 63 km-re északnyugatra, községközpontjától légvonalban 6, és közúton 9 km-re északnyugatra, Nyugat-Szlavóniában fekszik. Keletről Dobrovac, nyugatról Brezine és Gaj, északról Mali Banovac falvak határolják. Itt halad át a Lipikről Kutenyára vezető út. A Banova Jaruga-Lipik vasútvonalon vasútállomása van.

## Története
Az itt talált régészeti leletek alapján Kukunjevac területe már ősidők óta lakott. A leletek zöme 2009-ben a Kutenya-Dobrovac gázvezeték építését megelőző leletmentő feltárások során került elő. A leletek a történelem előtti időktől a középkor időszakáig terjednek. Közülük a legrégebbiek a Crnaje nevű lelőhelyről származnak. A Pakra völgye felé lejtő dombháton, melyet délről a Banova Jaruga-Lipik vasútvonal határol valaha a történelem előtti időkben emberi település feküdt. A lelőhelyet ma szántó, legelő és rét fedi. Ugyancsak ősi leletek származnak a Donje polje-Lipičke livade régészeti övezetből. Egy délkelet–északnyugati irányú, enyhén a Pakra folyó irányába lejtő magaslaton történelem előtti cseréptöredékeket találtak, amelyek bronzkori településre utalnak. A lelőhelyhez kapcsolódik az Obršine II. nevű lelőhely, ahol a bronzkoriak mellett már vaskori és középkori leleteket is találtak. Hozzá közel fekszik a Brod nevű régészeti övezet, mely az előzőekhez hasonlóan a Kolodvorska utca egy részét is érinti vaskori és középkori régészeti leleteivel. Bronzkori és középkori cseréptöredékek és téglamaradványok kerültek elő a Donja Kućišta lelőhelyről, egy kis vízfolyás, a Čista Breza melletti ovális alakú magaslatról, amelyet délről a vasútvonal szel át. Az Obršine I. nevű lelőhelyen egy délkelet–északnyugati irányú dombháton, melytől nyugatra a Tomašica nevű kis patak folyik vaskori leleteket, főként cseréptöredékeket találtak. 
Kukunjevac határában a középkorban vár is állt. Ennek maradványaira szintén a gázvezeték építése során a Luke nevű lelőhelyen találtak. A vár a Pakra folyó völgyének északi szélén állt. Központi magaslata mintegy 25 méter átmérőjű, amelyet mintegy 20 méter széles árok övezett, melybe a vizet a közeli Crnaja-patakból vezették. Területén számos téglatöredék, cserépedény és kályhacsempe került elő a földből. A vár és a középkori települések valószínűleg a török hódítás során pusztultak el, helyüket benőtte a növényzet.
A térség a 16. század közepétől több mint száz évig török uralom alatt állt. A 17. század végétől a török kiűzése után a területre folyamatosan telepítették be a keresztény lakosságot. A mai Kukunjevac területén amint azt a neves pozsegai történész, Julije Kempf írja addig erdő volt, amelyet a betelepülő szerbek irtottak ki és helyére 41 házat húztak fel. Az első katonai felmérés térképén „Dorf Kukunievacz” néven találjuk. Lipszky János 1808-ban Budán kiadott repertóriumában „Kukunyevacz” néven szerepel.  Nagy Lajos 1829-ben kiadott művében „Kukunyevacz” néven 65 házzal, 9 katolikus és 327 ortodox vallású lakossal találjuk.
1857-ben 582, 1910-ben 1725 lakosa volt. 1910-ben a népszámlálás adatai szerint lakosságának 75%-a szerb, 11%-a cseh, 6%-a magyar anyanyelvű volt. A gradiskai határőrezredhez tartozott, majd a katonai közigazgatás megszüntetése után Pozsega vármegye Pakráci járásának része volt. Az első világháború után 1918-ban az új szerb-horvát–szlovén állam, majd később (1929-ben) Jugoszlávia része lett. 1942. október 11-én a faluba bevonuló usztasák 666 helyi lakost (minden 15 és 60 év közötti férfit) a templom köré gyűjtöttek, és egyetlen nap alatt meggyilkoltak. A többieket a jadovnoi, a jaszenovaci, a sziszeki és a stara gradiškai koncentrációs táborba hurcolták. 1991-ben lakosságának 77%-a szerb, 12%-a horvát nemzetiségű volt. 2011-ben 233 lakosa volt.

## Lakossága
| Lakosság változása | Lakosság változása | Lakosság változása | Lakosság változása | Lakosság változása | Lakosság változása | Lakosság változása | Lakosság változása | Lakosság változása | Lakosság változása | Lakosság változása | Lakosság változása | Lakosság változása | Lakosság változása | Lakosság változása | Lakosság változása |
| ------------------ | ------------------ | ------------------ | ------------------ | ------------------ | ------------------ | ------------------ | ------------------ | ------------------ | ------------------ | ------------------ | ------------------ | ------------------ | ------------------ | ------------------ | ------------------ |
| 1857               | 1869               | 1880               | 1890               | 1900               | 1910               | 1921               | 1931               | 1948               | 1953               | 1961               | 1971               | 1981               | 1991               | 2001               | 2011               |
| 582                | 701                | 995                | 1.458              | 1.599              | 1.725              | 1.711              | 1.789              | 1.163              | 1.321              | 1.357              | 1.225              | 1.138              | 1.082              | 233                | 233                |

## Nevezetességei
Szent Paraskeva (Petka) tiszteletére szentelt pravoszláv parochiális templomának elődje egy 1745-ben épített fatemplom volt. Miután az épület a második világháborúban súlyosan megrongálódott 1986-ban felújították. 1991. október 9-én, amikor a térséget a horvát hadsereg tartotta ellenőrzése alatt a templomot aláaknázták és felrobbantották. A berendezésből csak egy Szent Miklós ikon maradt meg, a többit a helyi lakosok hordták szét. A templom egyhajós épület félköríves apszissal, a homlokzat feletti harangtoronnyal. Elülső, bejárati része teljesen megsemmisült. Ma is romos állapotban áll. A templom mellett található az 1941-es mészárlás áldozatainak emlékműve.
A Szent Paraskeva-templom előtt egy másik templom is állt itt, melynek maradványai ma is láthatók a falutól 1600 méterre északra fekvő pravoszláv temető területén. Ezt 1782-ben építették a kukunjevaci vár tégláiból, amelynek csak csekély földfelszíni nyomai maradtak. Ikonosztázát 1896-ban Josip Muravić festette. A romokat mára benőtte a gyom és a bozót. 
Páduai Szent Antal tiszteletére szentelt római katolikus kápolnáját 2001-ben építették. A kápolna a főutcától 500 méterre északra található.

## Gazdaság
A település lakói főként mezőgazdaságból élnek. 

## Sport
NK Prvoborac Kukunjevci labdarúgóklub